# Swansboro
Swansboro is een plaats (town) in de Amerikaanse staat North Carolina, en valt bestuurlijk gezien onder Onslow County.

## Demografie
Bij de volkstelling in 2000 werd het aantal inwoners vastgesteld op 1426.
In 2006 is het aantal inwoners door het United States Census Bureau geschat op 1562, een stijging van 136 (9.5%).

## Geografie
Volgens het United States Census Bureau beslaat de plaats een oppervlakte van
3,5 km², waarvan 3,2 km² land en 0,3 km² water. Swansboro ligt op ongeveer 5 m boven zeeniveau.

## Plaatsen in de nabije omgeving
De onderstaande figuur toont nabijgelegen plaatsen in een straal van 12 km rond Swansboro.